# Giro del Veneto
Giro del Veneto er et italiensk endagsløb i landevejscykling som arrangeres hvert år i oktober. Løbet blev for første gang arrangeret i 1909. Løbet er af UCI klassificeret som 1.Pro og er en del af UCI ProSeries siden 2023.

## Vindere
| År                        | Vinder               | Toer                       | Treer                |
| ------------------------- | -------------------- | -------------------------- | -------------------- |
| 1909                      | Renato Pogliani      | Giovanni Micheletto        | Lauro Bordin         |
| 1910-1911 ikke arrangeret |                      |                            |                      |
| 1912                      | Giovanni Roncon      | Costante Girardengo        | Emilio Petiva        |
| 1913-1923 ikke arrangeret |                      |                            |                      |
| 1922                      | Alfredo Sivocci      | Luigi Molon                | Bartolomeo Aymo      |
| 1923                      | Costante Girardengo  | Giovanni Brunero           | Emilio Petiva        |
| 1924                      | Costante Girardengo  | Gaetano Belloni            | Federico Gay         |
| 1925                      | Costante Girardengo  | Adriano Zanaga             | Giovanni Brunero     |
| 1926                      | Costante Girardengo  | Alfredo Binda              | Domenico Piemontesi  |
| 1927                      | Alfonso Piccin       | Michele Gordini            | Livio Cattel         |
| 1928                      | Alfredo Binda        | Antonio Negrini            | Alfonso Piccin       |
| 1929 ikke arrangeret      |                      |                            |                      |
| 1930                      | Aldo Canazza         | Vasco Bergamaschi          | Renato Scorticati    |
| 1931                      | Aldo Canazza         | Guglielmo Segato           | Antonio Andretta     |
| 1932-1933 ikke arrangeret |                      |                            |                      |
| 1934                      | Aldo Canazza         | Raffaele Di Paco           | Pietro Rimoldi       |
| 1935                      | Vasco Bergamaschi    | Antonio Frascaroli         | Domenico Oggero      |
| 1936                      | Renato Scorticati    | Carlo Sbersi               | Gaspare Babini       |
| 1937 ikke arrangeret      |                      |                            |                      |
| 1938                      | Secondo Magni        | Osvaldo Bailo              | Mario Vicini         |
| 1939                      | Adolfo Leoni         | Walter Generati            | Adriano Vignoli      |
| 1940 ikke arrangeret      |                      |                            |                      |
| 1941                      | Fausto Coppi         | Cino Cinelli               | Enrico Mollo         |
| 1942                      | Pierino Favalli      | Olimpio Bizzi              | Osvaldo Bailo        |
| 1943-1944 ikke arrangeret |                      |                            |                      |
| 1945                      | Luigi Casola         | Orfeo Falsiroli            | Giuseppe Magni       |
| 1946 ikke arrangeret      |                      |                            |                      |
| 1947                      | Fausto Coppi         | Fiorenzo Magni             | Angelo Menon         |
| 1948                      | Luciano Maggini      | Antonio Bevilacqua         | Vittorio Seghezzi    |
| 1949                      | Fausto Coppi         | Giuliano Bresci            | Adolfo Leoni         |
| 1950                      | Luigi Casola         | Sergio Pagliazzi           | Luciano Frosini      |
| 1951                      | Antonio Bevilacqua   | Luciano Maggini            | Danilo Barozzi       |
| 1952                      | Adolfo Grosso        | Danilo Barozzi             | Waldemaro Bartolozzi |
| 1953                      | Fiorenzo Magni       | Luciano Maggini            | Aldo Zuliani         |
| 1954                      | Luciano Maggini      | Giuseppe Doni              | Armando Barducci     |
| 1955                      | Adolfo Grosso        | Pierino Baffi              | Walter Serena        |
| 1956                      | Giorgio Albani       | Cleto Maule                | Guido Boni           |
| 1957                      | Angelo Conterno      | Bruno Monti                | Germano Barale       |
| 1958                      | Adriano Zamboni      | Alfredo Sabbadin           | Giuseppe Fallarini   |
| 1959                      | Rino Benedetti       | Adriano Zamboni            | Bruno Monti          |
| 1960                      | Diego Ronchini       | Armando Pellegrini         | Ercole Baldini       |
| 1961                      | Nino Defilippis      | Bruno Mealli               | Angelo Conterno      |
| 1962                      | Angelino Soler       | Franco Cribiori            | Guido De Rosso       |
| 1963                      | Italo Zilioli        | Guido De Rosso             | Franco Balmamion     |
| 1964                      | Italo Zilioli        | Guido De Rosso             | Gianni Motta         |
| 1965                      | Michele Dancelli     | Italo Zilioli              | Gianni Motta         |
| 1966                      | Michele Dancelli     | Flaviano Vicentini         | Adriano Passuello    |
| 1967                      | Luciano Galbo        | Marino Basso               | Flaviano Vicentini   |
| 1968                      | Alberto Della Torre  | Bruno Mealli               | Silvano Schiavon     |
| 1969                      | Mino Denti           | Michele Dancelli           | Giancarlo Polidori   |
| 1970                      | Franco Bitossi       | Felice Gimondi             | Marino Basso         |
| 1971                      | Giancarlo Polidori   | Italo Zilioli              | Donato Giuliani      |
| 1972                      | Enrico Paolini       | Donato Giuliani            | Giovanni Varini      |
| 1973                      | Franco Bitossi       | Enrico Paolini             | Wladimiro Panizza    |
| 1974                      | Roger De Vlaeminck   | Costantino Conti           | Giovanni Battaglin   |
| 1975                      | Roland Salm          | Giancarlo Polidori         | Wladimiro Panizza    |
| 1976                      | Alfio Vandi          | Giancarlo Polidori         | Sigfrido Fontanelli  |
| 1977                      | Giuseppe Saronni     | Roger De Vlaeminck         | Bernt Johansson      |
| 1978                      | Valerio Lualdi       | Pierino Gavazzi            | Bernt Johansson      |
| 1979                      | Francesco Moser      | Giovanni Battaglin         | Silvano Contini      |
| 1980                      | Carmelo Barone       | Pierino Gavazzi            | Silvano Contini      |
| 1981                      | Giovanni Mantovani   | Pierino Gavazzi            | Silvano Contini      |
| 1982                      | Pierino Gavazzi      | Ennio Vanotti              | Giuseppe Petito      |
| 1983                      | Jesper Worre         | Dag Erik Pedersen          | Davide Cassani       |
| 1984                      | Moreno Argentin      | Ezio Moroni                | Claudio Corti        |
| 1985                      | Claudio Corti        | Stefano Colagè             | Stefano Giuliani     |
| 1986                      | Maurizio Rossi       | Alberto Volpi              | Ezio Moroni          |
| 1987                      | Gerhard Zadrobilek   | Marino Amadori             | Maurizio Vandelli    |
| 1988                      | Moreno Argentin      | Bruno Cenghialta           | Gianni Bugno         |
| 1989                      | Roberto Pagnin       | Maurizio Fondriest         | Andrei Tchmil        |
| 1990                      | Massimo Ghirotto     | Pascal Richard             | Franco Ballerini     |
| 1991                      | Roberto Pagnin       | Fabrizio Bontempi          | Silvio Martinello    |
| 1992                      | Massimo Ghirotto     | Alberto Elli               | Davide Cassani       |
| 1993                      | Max Sciandri         | Giorgio Furlan             | Claudio Chiappucci   |
| 1994                      | Gianluca Bortolami   | Michele Bartoli            | Max Sciandri         |
| 1995                      | Flavio Vanzella      | Gianni Faresin             | Massimo Donati       |
| 1996                      | Michele Bartoli      | Andrea Tafi                | Mauro Gianetti       |
| 1997 ikke arrangeret      |                      |                            |                      |
| 1998                      | Davide Rebellin      | Gianni Faresin             | Filippo Simeoni      |
| 1999                      | Davide Rebellin      | Francesco Casagrande       | Andrea Ferrigato     |
| 2000                      | Davide Rebellin      | Francesco Casagrande       | Gianluca Tonetti     |
| 2001                      | Giuliano Figueras    | Danilo Di Luca             | Davide Rebellin      |
| 2002                      | Danilo Di Luca       | Laurent Dufaux             | Davide Rebellin      |
| 2003                      | Cristian Moreni      | Danilo Di Luca             | Michele Bartoli      |
| 2004                      | Gilberto Simoni      | Matteo Tosatto             | Massimo Giunti       |
| 2005                      | Eddy Mazzoleni       | Salvatore Commesso         | Sergej Gontjar       |
| 2006                      | Rinaldo Nocentini    | Raffaele Ferrara           | Sergio Marinangeli   |
| 2007                      | Alessandro Bertolini | Florian Stalder            | Daniele Nardello     |
| 2008                      | Francesco Ginanni    | Sergej Gontjar             | Andrea Masciarelli   |
| 2009                      | Filippo Pozzato      | Carlo Scognamiglio         | Luca Paolini         |
| 2010                      | Daniel Oss           | Peter Sagan                | Sacha Modolo         |
| 2011 ikke arrangeret      |                      |                            |                      |
| 2012                      | Oscar Gatto          | Juan Pablo Valencia        | Emanuele Sella       |
| 2013-2020 ikke arrangeret |                      |                            |                      |
| 2021                      | Xandro Meurisse      | Matteo Trentin             | Alberto Dainese      |
| 2022                      | Matteo Trentin       | Rémy Rochas                | Mattéo Vercher       |
| 2023                      | Dorian Godon         | Tobias Halland Johannessen | Florian Vermeersch   |
| 2024                      | Corbin Strong        | Xandro Meurisse            | Romain Grégoire      |